# Чемпионат Европы по лёгкой атлетике в помещении 1981 — бег на 1500 метров (мужчины)
Соревнования по бегу на 1500 метров у мужчин на чемпионате Европы по лёгкой атлетике в помещении в Гренобле прошли 22 февраля 1981 года во Дворце спорта.
Действующим зимним чемпионом Европы в беге на 1500 метров являлся Томас Вессингхаге из ФРГ.

## Рекорды
До начала соревнований действующими были следующие рекорды в помещении.
| Высшее мировое достижение        | Имонн Коглан (Ирландия) | 3.35,6  | Сан-Диего, США     | 20 февраля 1981 |
| Рекорд Европы                    | Имонн Коглан (Ирландия) | 3.35,6  | Сан-Диего, США     | 20 февраля 1981 |
| Рекорд чемпионатов Европы        | Томас Вессингхаге (ФРГ) | 3.37,54 | Зиндельфинген, ФРГ | 2 марта 1980    |
| Лучший результат сезона в мире   | Имонн Коглан (Ирландия) | 3.35,6  | Сан-Диего, США     | 20 февраля 1981 |
| Лучший результат сезона в Европе | Имонн Коглан (Ирландия) | 3.35,6  | Сан-Диего, США     | 20 февраля 1981 |

## Расписание
| Дата            | Раунд соревнований |
| --------------- | ------------------ |
| 22 февраля 1981 | Финал              |

Время местное (UTC+2)

## Медалисты
| Золото                | Серебро        | Бронза                     |
| Томас Вессингхаге ФРГ | Уве Беккер ФРГ | Мирослав Жерковский Польша |

## Результаты
Обозначения: | WB — Высшее мировое достижение | ER — Рекорд Европы | CR — Рекорд чемпионатов Европы | NR — Национальный рекорд | WL — Лучший результат сезона в мире | EL — Лучший результат сезона в Европе | PB — Личный рекорд | SB — Лучший результат в сезоне | DNS — Не стартовал | DNF — Не финишировал | DQ — Дисквалифицирован

В беге на 1500 метров у мужчин был проведён сразу финальный забег, без предварительного отбора. На старт вышли 9 участников. Западногерманский легкоатлет Томас Вессингхаге уверенно защитил чемпионский титул, добытый годом ранее.
| Место | Атлет                 | Гражданство | Результат | Примечания |
| ----- | --------------------- | ----------- | --------- | ---------- |
| 1     | Томас Вессингхаге     | ФРГ         | 3:42.64   | SB         |
| 2     | Уве Беккер            | ФРГ         | 3:43.02   | SB         |
| 3     | Мирослав Жерковский   | Польша      | 3:44.32   | PB         |
| 4     | Петер Бельгер         | ФРГ         | 3:44.89   | PB         |
| 5     | Хосе Мануэль Абаскаль | Испания     | 3:45.08   | SB         |
| 6     | Ласло Тот             | Венгрия     | 3:45.34   |            |
| 7     | Марк Невенс           | Бельгия     | 3:45.67   | SB         |
| 8     | Джанни Труски         | Италия      | 3:48.22   |            |
| 9     | Хосе Кудейро          | Испания     | 3:49.88   |            |